# Penton
Penton is een historisch Amerikaans merk terrein-motorfietsen.
De Amerikaanse cross country rijder John Penton bracht in 1971 125 cc crossmotoren op de markt. Deze werden echter bij KTM in Oostenrijk geproduceerd. Ze werden door een gemodificeerd Sachs-blok aangedreven.